# Schöpfwerk Wangerland
Das Schöpfwerk Wangerland entwässert das rund 26.000 Hektar große Einzugsgebiet der Sielacht Wangerland über das Wangertief in die Nordsee.

## Funktion
Das Schöpfwerk wurde von 1971 bis 1973 etwa zwei Kilometer südlich von Horumersiel erbaut. Seine vier Propellerpumpen sind in der Lage, pro Sekunde insgesamt 54.000 Liter Wasser aus dem Hohenstief in das Wangertief zu pumpen. Damit kann die Entwässerung der zuvor zusammengelegten Siele von Horumersiel, Hohenstiefersiel, Crildumersiel und Hooksiel über das Wangersiel sichergestellt werden.
Im Jahr 2007 wurde die Anlage auf automatischen Betrieb umgestellt. Von hier aus werden neben dem Hauptschöpfwerk Wangerland selbst auch die Unterschöpfwerke Moorland und Wiedel sowie das Wangersiel im benachbarten Horumersiel gesteuert.

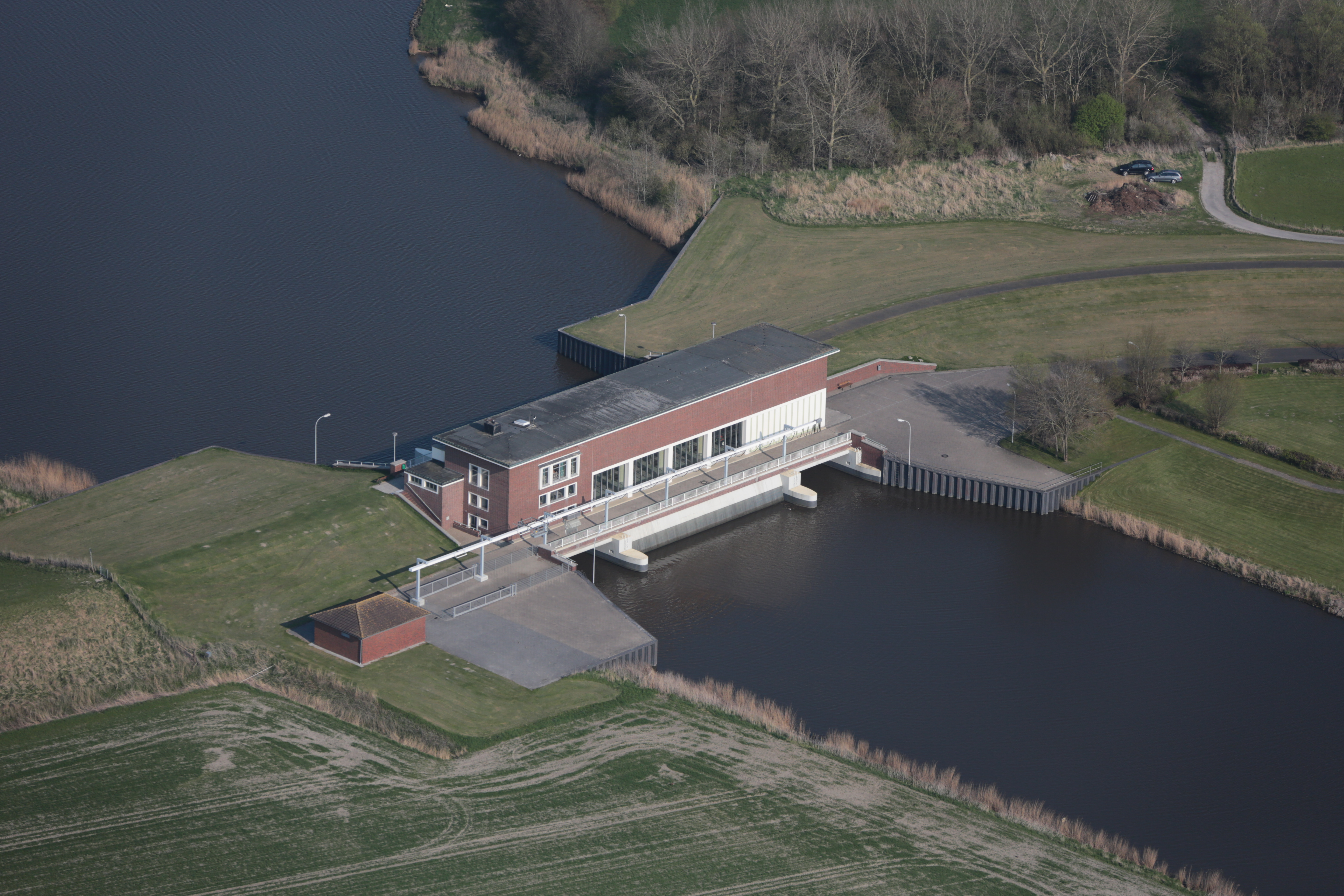
Luftaufnahme des Schöpfwerks
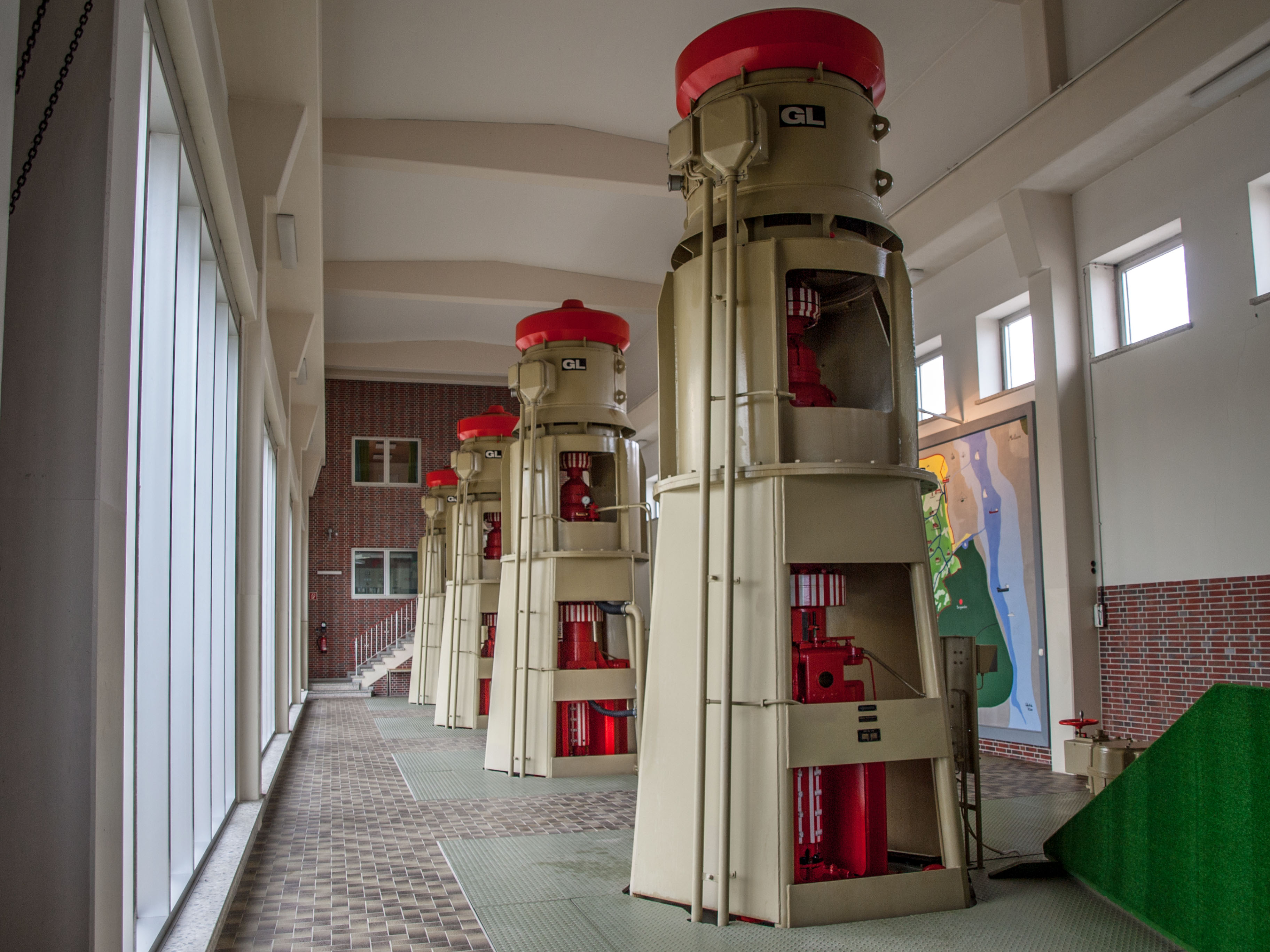
Die Pumpen des Schöpfwerks
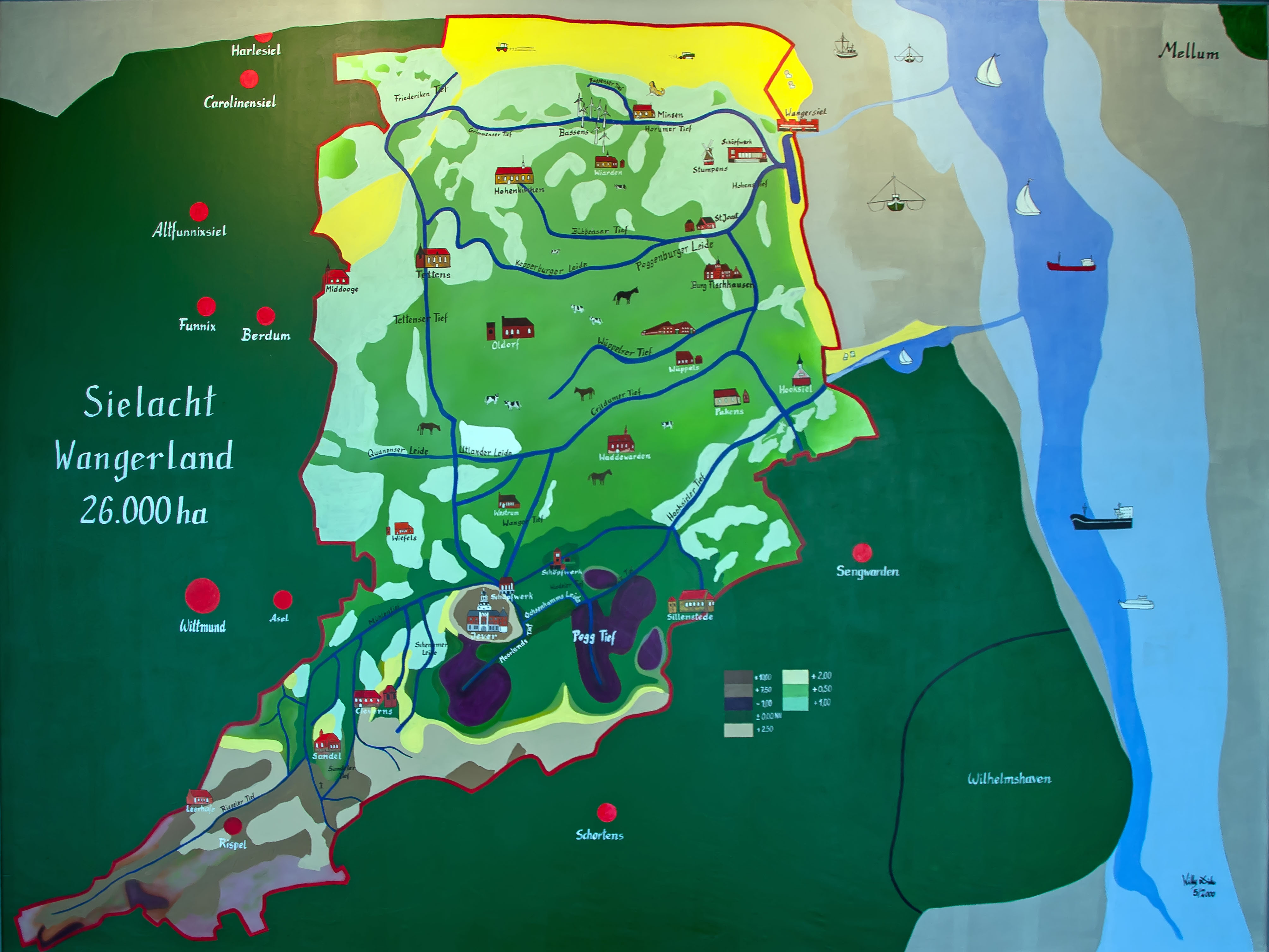
Infotafel mit Einzugsgebiet der Sielacht Wangerland